# Henry Persons

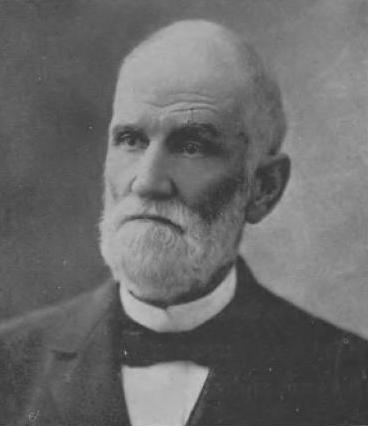
Henry Persons

 Henry Persons (* 30. Januar 1834 bei Smarrs, Monroe County, Georgia; † 17. Juni 1910 in Talbotton, Georgia) war ein US-amerikanischer Politiker. Zwischen 1879 und 1881 vertrat er den Bundesstaat Georgia im US-Repräsentantenhaus.

## Werdegang
Bereits im Jahr 1836 kam Henry Persons in das Talbot County, wo er die öffentlichen Schulen besuchte. Danach studierte er bis 1855 an der University of Georgia in Athens. Während des Bürgerkrieges war er Captain einer Kavallerieeinheit aus Georgia, die für die Konföderation kämpfte.
Nach dem Krieg wurde Persons im Talbot County in der Landwirtschaft tätig. Später wurde er als unabhängiger Demokrat auch politisch aktiv. Bei den Kongresswahlen des Jahres 1878 wurde er im vierten Wahlbezirk von Georgia in das US-Repräsentantenhaus in Washington, D.C. gewählt, wo er am 4. März 1879 die Nachfolge von Henry R. Harris antrat, den er bei der Wahl geschlagen hatte. Da er bei den Wahlen des Jahres 1880 von seiner Partei nicht mehr nominiert wurde, konnte er bis zum 3. März 1881 nur eine Legislaturperiode im Kongress absolvieren.
Nach seinem Ausscheiden aus dem US-Repräsentantenhaus zog Persons nach Geneva. Nach einem Jurastudium und seiner im Jahr 1885 erfolgten Zulassung als Rechtsanwalt begann er in Talbotton in seinem neuen Beruf zu  arbeiten. Zwischen 1898 und 1910 war er Richter im Talbot County. Seit 1894 fungierte er außerdem als Kurator der University of Georgia.